# Congreso de los Diputados del Pueblo de Rusia
El Congreso de los Diputados del Pueblo de la RSFS de Rusia (en ruso: Съезд народных депутатов РСФСР), y desde 1991 Congreso de los Diputados del Pueblo de la Federación de Rusia (en ruso: Съезд народных депутатов Российской Федерации), fue la institución suprema de gobierno en la RSFS de Rusia y en la Federación de Rusia entre el 16 de mayo de 1990 y el 21 de septiembre de 1993. Fue elegido el 4 de marzo de 1990 para un periodo de cinco años. Fue disuelto sin autoridad constitucional por decreto presidencial durante la crisis constitucional rusa de 1993 y finalizó de facto cuando la Casa Blanca de Moscú fue atacada el 4 de octubre de 1993. El Congreso fue responsable de algunos de los acontecimientos más importantes de la historia de Rusia durante ese periodo, como la Declaración de Soberanía Estatal de la RSFS de Rusia el 12 de junio de 1990, el ascenso de Borís Yeltsin, y las reformas económicas que instauraron la economía de mercado.

## Principales funciones
El Congreso tenía el poder de aprobar leyes por mayoría, que debían ser entonces firmadas por el Presidente del Presídium del Sóviet Supremo de la RSFS de Rusia (sin derecho de veto hasta julio de 1991). El Congreso tenía asimismo el poder de aprobar una Constitución y realizar cambios constitucionales, investir al Jefe de Gobierno y a los dirigentes de las principales oficinas públicas, seleccionar los miembros del Comité de Supervisión Constitucional (jueces del Tribunal Constitucional), convocar referéndums, y aprobar un impeachment contra el presidente. 

## Composición
El Congreso consistía oficialmente de 1.068 diputados, la mayoría de los cuales fueron elegidos en las Elecciones legislativas de Rusia de 1990, pero el tamaño real varió debido a diversas reelecciones y cambios estructurales.
900 diputados eran elegidos por las regiones territoriales, proporcionalmente a su población;
168 más de las regiones con estatus nacional, 64 de las 16 repúblicas autónomas (4 por cada una), 10 de las regiones autónomas (2 por cada una), 10 por las zonas autónomas (1 por cada una), y 84 por los krai, óblast, y las ciudades de Moscú y Leningrado.
Un total de 1.059 diputados fueron elegidos al comienzo para la primera sesión del Congreso el 16 de mayo de 1990.
1.037 diputados estaban presentes el 21 de septiembre de 1993; 938 a 4 de octubre de 1993.
Dos tercios de los diputados debían estar presentes para que el Congreso tuviese quórum.

## Sesiones
Constitucionalmente el Congreso debía reunirse cada año, pero en la práctica, debido a los turbulentos acontecimientos desarrollados durante esos años, se reunía de dos a tres veces por año. El Congreso se reunía en la Casa Blanca de Moscú y celebró un total de diez sesiones. Su última sesión fue celebrada tras el decreto presidencial de disolución, y fue interrumpida por el ataque armado contra la Casa Blanca por parte de las fuerzas leales al Presidente de Rusia, Borís Yeltsin.
- Primera: 16 de mayo de 1990 – 22 de junio de 1990.
- Segunda (extraordinaria): 27 de noviembre de 1990 – 15 de diciembre de 1990.
- Tercera (extraordinaria): 28 de marzo de 1991 – 5 de abril de 1991.
- Cuarta: 21 de mayo de 1991 – 25 de mayo de 1991.
- Quinta (extraordinaria): 10 de julio de 1991 – 17 de julio de 1991; 28 de octubre de 1991 – 2 de noviembre de 1991.
- Sexta: 6 de abril de 1992 – 21 de abril de 1992.
- Séptima: 1 de diciembre de 1992 – 14 de diciembre de 1992.
- Octava (extraordinaria): 10 de marzo de 1992 – 13 de marzo de 1993.
- Novena (extraordinaria): 26 de marzo de 1993 – 29 de marzo de 1993.
- Décima (emergencia): 23 de septiembre de 1993 – 4 de octubre de 1993.

## Sóviet Supremo de la RSFS de Rusia
El Sóviet Supremo de la RSFS de Rusia era el sóviet supremo (mayor órgano legislativo) de la RSFS de Rusia, una de las repúblicas constituyentes de la Unión Soviética, entre 1938 y 1990. Tras la disolución de la Unión Soviética, desde el 25 de diciembre de 1991, pasó a llamarse Sóviet Supremo de la Federación de Rusia. 
Los diputados del Sóviet Supremo de la RSFS de Rusia eran elegidos por sufragio secreto y universal por mayores de 18 años en elecciones legislativas por un período de cuatro años y, desde 1978, por cinco años. Entre 1938 y 1993, se produjo un total de once convocatorias. Entre 1990 y 1993, contó con dos cámaras: el Sóviet de la República y el Sóviet de Nacionalidades   
que sumaban 252 diputados, divididos entre el Sóviet de la República (126 diputados), elegido proporcionalmente a la población, y otros 126 diputados del Sóviet de las Nacionalidades, representando a los sujetos federales de Rusia.

### Funciones
El Sóviet Supremo fue investido de poderes para aprobar leyes, ratificar tratados, asignar miembros del gobierno (hasta 1991) y jueces, declarar la amnistía, y aprobar decretos presidenciales. Las leyes aprobadas por el Sóviet Supremo eran firmadas por el Presidente del Presidium sin derecho de veto hasta el 10 de julio de 1991. Posteriormente, el presidente obtuvo el derecho a un veto de aplazamiento, que podía ser anulado por el Sóviet Supremo a través de una votación de mayoría simple. Durante sus sesiones el Sóviet Supremo aprobó un total de 333 leyes federales.

### Presidente del Presidium del Sóviet Supremo
El Presidente del Sóviet Supremo era elegido por el Congreso. Ejerció como Jefe de Estado de la RSFS de Rusia hasta la creación del puesto de Presidente de Rusia el 10 de julio de 1991. Firmaba tratados (sin derecho de veto), nominaba candidatos para Jefe de Gobierno, dirigía la diplomacia y firmaba tratados internacionales.
Desde el 10 de julio de 1991, el presidente del Presidium fue relegado a jefe del poder legislativo, presidente parlamentario. Era asimismo el cuarto en la línea de sucesión de la Presidencia, tras el Vicepresidente y el Presidente del Consejo de Ministros.
Presidentes del Presidium del Sóviet Supremo de la RSFS de Rusia:
- 29 de mayo de 1990 – 10 de julio de 1991: Borís Yeltsin
- 10 de julio de 1991 – 29 de octubre de 1991: Ruslán Jasbulátov (en funciones)
- 29 de octubre de 1991 – 4 de octubre de 1993: Ruslán Jasbulátov

Borís Yeltsin se postuló como Presidente, como miembro del Partido Comunista de la Unión Soviética, sin éxito, obteniendo 497 y 503 votos respectivamente, lejos de los 531 requeridos para ser elegido. El PCUS entonces nominó a un candidato moderado, el Presidente del Consejo de Ministros, Aleksandr Vlásov. El Presidente de la URSS, Mijaíl Gorbachov, intervino públicamente contra Yeltsin en la sesión del Congreso. Tras ello, Yeltsin se postuló nuevamente el 29 de mayo de 1990 y obtuvo 535 votos a favor (50,52%), convirtiéndose en líder de la RSFS de Rusia.
El 17 de marzo de 1991 se celebró un referéndum presidencial en Rusia, en el que el 54% votó a favor del establecimiento del puesto de Presidente de la RSFS de Rusia. El 12 de junio de 1991, Yeltsin venció con el 57% de los votos en las elecciones presidenciales, convirtiéndose en presidente. Tras tomar posesión el 10 de julio, seis rondas de votaciones en el Congreso fueron incapaces de elegir un nuevo Presidente del Presidium. El 29 de octubre, Ruslán Jasbulátov fue elegido con 559 votos a favor (52,79%).

## Cronología
- 27 de octubre de 1989: La Constitución de la RSFS de Rusia de 1978 es enmendada y se crea el Congreso de los Diputados del Pueblo de Rusia.
- 4 de marzo de 1990: Las elecciones legislativas determinan la composición del Congreso.
- 16 de mayo de 1990: El Congreso celebra su primera sesión.
- 29 de mayo de 1990: Borís Yeltsin es elegido como Presidente del Presídium del Sóviet Supremo de la RSFS de Rusia por una estrecha mayoría (50,52%).
- 12 de junio de 1990: El Congreso aprueba la Declaración de Soberanía Estatal de la RSFS de Rusia. Esto inicia la lucha por el poder en Moscú entre el Presidente de la URSS Gorbachov y del Presidente del Presidium del Soviet Supremo de la RSFS de Rusia Yeltsin. Actualmente en Rusia, el 12 de junio se celebra la fiesta nacional denominada Día de Rusia.[4]
- 1 de diciembre de 1990: El bloque parlamentario Rusia Democrática sufre su primera escisión, debido a la cuestión del envío de tropas soviéticas, bajo mandato de la ONU, en la Guerra del Golfo. Los partidarios de la participación soviética están encabezados por el ala izquierda, mientras una resolución contra la intervención es aprobada finalmente.
- 17 de marzo de 1991: Un referéndum nacional aprueba establecer el puesto de Presidente de la RSFS de Rusia (RSFSR).
- 12 de junio de 1991: En las elecciones presidenciales de Rusia de 1991 Yeltsin es elegido Presidente de la RSFS de Rusia con el 57% de los votos.
- 10 de julio de 1991: Yeltsin es investido como Presidente.
- 17 de julio de 1991: El Congreso no logra elegir un nuevo Presidente, pasando el vicepresidente Jasbulátov a ejercer el cargo en funciones.
- 19 de agosto de 1991: Se produce el intento de golpe de Estado en la Unión Soviética.
- 29 de octubre de 1991: Jasbulátov es elegido Presidente del Presidium con el 52,79% de los votos.
- 1 de noviembre de 1991: El Congreso delega poderes extraordinarios a Yeltsin, con un periodo de 13 meses.
- 10 de noviembre de 1991: Los diputados no consiguen aprobar una resolución para declarar la ley marcial en la RSS Autónoma de Chechenia-Ingusetia, prolongando el conflicto bélico.
- 12 de diciembre de 1991: El Congreso declara la desafiliación de la RSFS de Rusia de la URSS ratificando el Tratado de Belavezha que proclama la disolución de la Unión Soviética y derogando el Tratado de Creación de la URSS de 1922.
- 25 de diciembre de 1991: El Congreso renombra a la RSFS de Rusia como Federación de Rusia.
- 10 de diciembre de 1992: Primer gran enfrentamiento entre el presidente y el Congreso: rechazo parlamentario a nombrar a Yegor Gaidar como Jefe del Gobierno y a prolongar los poderes extraordinarios del Presidente. Se alcanza un compromiso y se prevé un referéndum para ser celebrado el 12 de marzo de 1993.
- 10 de marzo de 1993: Una sesión extraordinaria del Congreso cancela el referéndum y anula los poderes extraordinarios otorgados al Presidente en noviembre de 1991.
- 20 de marzo de 1993: El Presidente declara un régimen especial, convoca unilateralmente un referéndum de confianza, y rechaza obedecer al Congreso hasta que se celebre la consulta popular.
- 28 de marzo de 1993: 617 de los 1.033 diputados del Congreso votan impugnar a Yeltsin. Esto es el 60% de los diputados, menos de los 2/3 requeridos para la impugnación.
- 29 de marzo de 1993: El Congreso convoca un referéndum de aprobación de las políticas de Yeltsin (especialmente las políticas económicas) y elecciones presidenciales y legislativas anticipadas.
- 25 de abril de 1993: En el referéndum nacional la población expresa apoyo a Yeltsin y sus políticas.
- 5 de junio de 1993: Comienza la Convención Constitucional. Los delegados al Congreso aplauden a Jasbulátov, mientras la seguridad presidencial expulsa a un diputado, echando a un lado al fiscal general.
- 18 de septiembre de 1993: El Presidente se reúne con representantes de los poderes ejecutivos y legislativos de los sujetos federales, pero rechaza su sugerencia de proclamar un nuevo órgano supremo de gobierno, una Asamblea Federal.
- 21 de septiembre de 1993: El Decreto Presidencial n.º 1.400 declara la disolución del Congreso y convoca elecciones a una Asamblea Federal. Esta decisión infringe la Ley sobre el Presidente (aprobada por la cuarta sesión del Congreso de los Diputados del Pueblo de la RSFSR el 24 de mayo de 1991), y permite al Congreso desconocer a Yeltsin como presidente, pasando el poder formal al Vicepresidente, Aleksandr Rutskói.
- 22 de septiembre de 1993: El Congreso nombra a Rutskói nuevo Jefe del Estado y designa un nuevo gobierno. El poder dual lleva a combates callejeros en Moscú (véase Crisis constitucional rusa de 1993).
- 4 de octubre de 1993: Las fuerzas presidenciales bombardean la Casa Blanca de Moscú y disuelven el Congreso.[2][3]

### Tras la disolución
- 12 de diciembre de 1993: Una nueva Constitución es aprobada en referéndum (58,4% a favor). Se elige la Asamblea Federal de Rusia. El nacionalista Partido Liberal-Demócrata de Rusia obtiene la minoría mayoritaria.
- 23 de febrero de 1994: La Asamblea Federal cierra la investigación del golpe de 1993 y declara la amnistía.
- 26 de febrero de 1994: El fiscal general aprueba la amnistía pese a las protestas de Yeltsin.
- 9 de marzo de 1994: La administración presidencial redacta una "lista negra" de 151 exdiputados que defendieron el Congreso. A estos diputados se les retiran todos los privilegios sociales, hasta que son restaurados el 22 de abril por decreto presidencial.
- 4 de marzo de 1995: Los más resistentes exdiputados celebran en última sesión oficial el fin de sus poderes delegados.

## Partidos políticos
Durante la primera sesión del Congreso, el 86% de los diputados eran miembros del PCUS. Este número fue reduciéndose progresivamente a la vez que la mayoría iba dimitiendo del partido. No obstante los nuevos partidos principales no se formaron rápidamente, dejando un alto porcentaje del Congreso formado por independientes. El PCUS fue ilegalizado por el presidente Yeltsin en noviembre de 1991 tras el intento de golpe de Estado de agosto. El partido colapsó completamente durante la disolución de la Unión Soviética, siendo posteriormente reemplazado en Rusia por el Partido Comunista de la Federación Rusa.

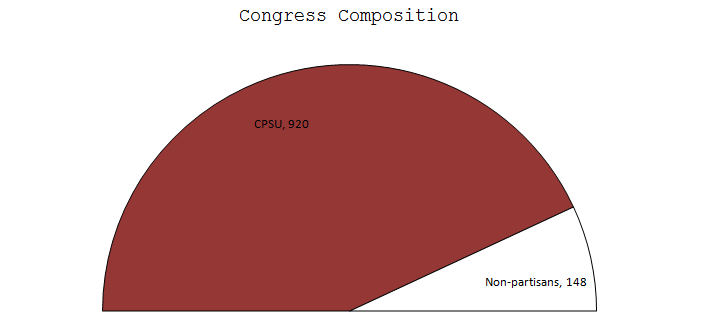
Partidos con representación parlamentaria en abril de 1990
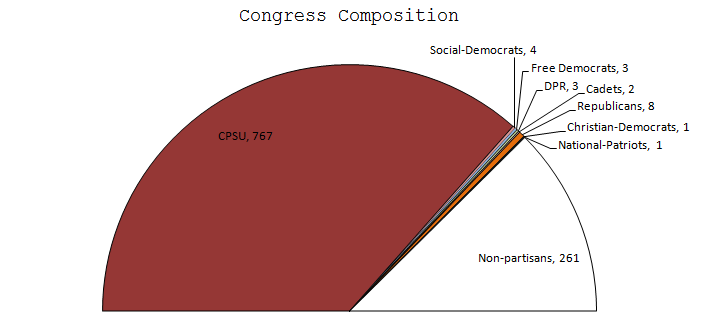
Partidos con representación parlamentaria en julio de 1991
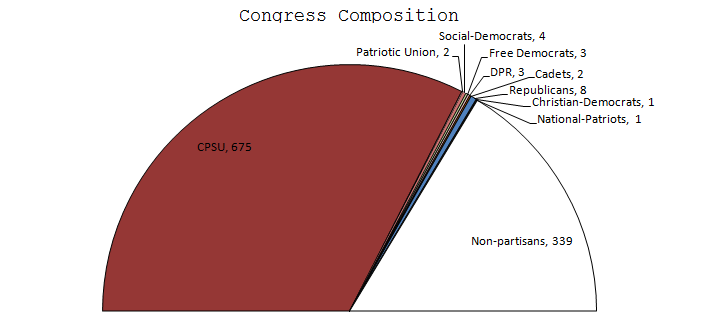
Partidos con representación parlamentaria en octubre de 1991
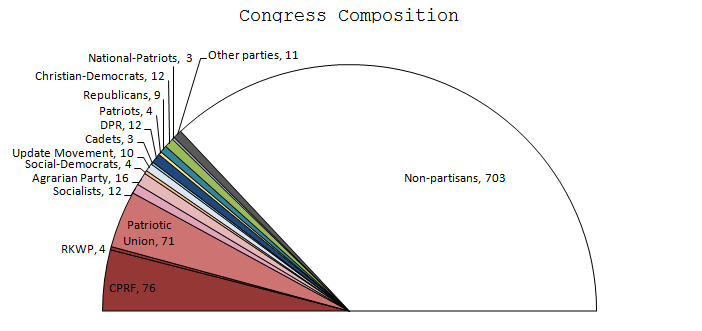
Partidos con representación parlamentaria en marzo de 1993

## Bloques y fracciones parlamentarias
Durante la primera sesión del Congreso, se registraron 24 grupos parlamentarios, contando entre 50 y 355 diputados. Se permitía la doble pertenencia, por lo que la militancia en fracciones implicaba un 200% del Congreso. Se formaron dos bloques principales rápidamente en oposición entre sí: el Bloque Comunista y el Bloque Rusia Democrática. Rusia Democrática y sus aliados formaban inicialmente la mayoría, lo que permitió a Yeltsin ser elegido presidente del Presidium. Durante la quinta sesión, la doble militancia fue ilegalizada, aprobándose una ley al efecto. Sin embargo, permaneció y en abril de 1992 aún había 30 diputados miembros de varias fracciones. 
En 1993, permanecían un total de 14 grupos, mientras entre 200 y 210 diputados aún no tenían militancia declarada en ninguno. El Bloque Rusia Democrática colapsó, resultando la formación de dos nuevos bloque: Coalición Reformista y Centro Democrático. Un nuevo bloque llamado Unidad Rusa se formó por parte de los comunistas conservadores y sus simpatizantes, mientras el bloque Fuerzas Creativas (centro-izquierda) fue formado por la izquierda moderada. Juntos constituían la mayoría y encabezaron la oposición a Yeltsin y a muchas de sus políticas. Sin embargo, en marzo de 1993, todavía no alcanzaban la mayoría cualificada requerida para la impugnación. 

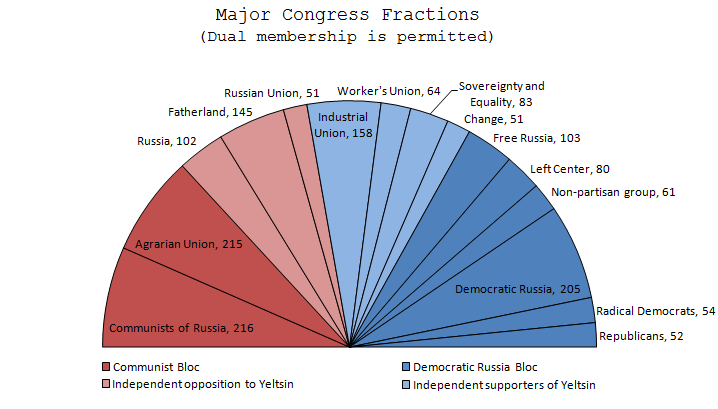
Grupos parlamentarios en abril de 1991
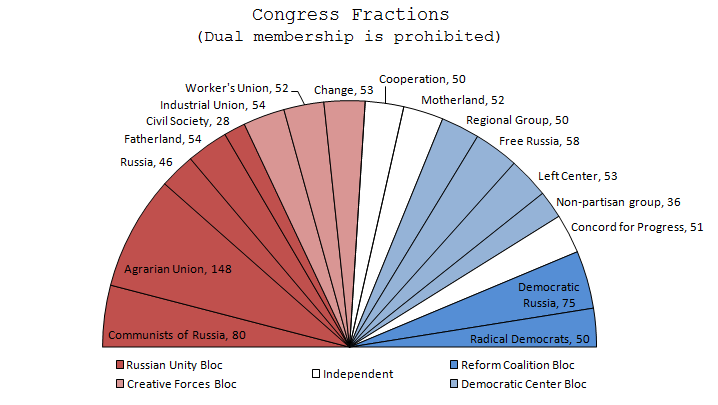
Grupos parlamentarios en diciembre de 1992
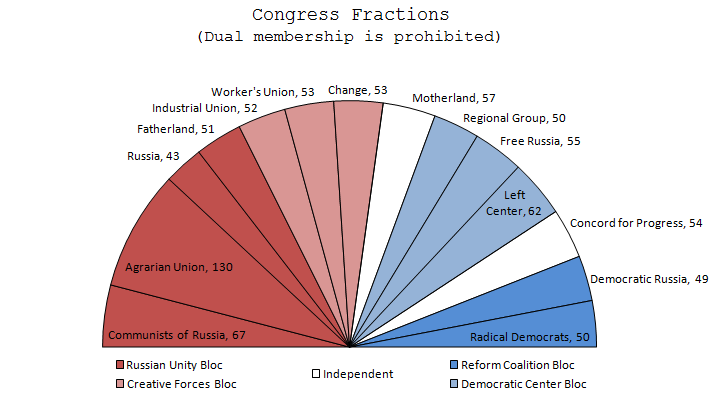
Grupos parlamentarios en marzo de 1993